# 机场站 (深圳市)
機場站是深圳地铁11号线的一個車站。车站位于中國廣東省深圳市宝安区航城街道领航一路18號深圳宝安国际机场地面交通中心（GTC）地底，为深圳寶安國際機場的地铁接驳车站。本站于2016年6月28日随11号线的开通而启用。

## 歷史
11号线2012年4月开工，但由于T3航站楼先期开工建设，本站土建已施工完毕。
2016年6月28日，隨深圳地鐵11号线通車，本站正式啟用。

## 車站結構
11号线机场站位于深圳宝安国际机场地下一层及二层。站厅层位于地下一层，收费区位于站厅西面，站厅北面有扶手电梯及垂直电梯，可直达机场T3航站楼地上二层，南面有C、D出口通向深圳机场汽车站及地面交通中心。站台位于地下二层，为岛式站台。
| 地上四层          | -    | 出发                                                                                                  |
| 地上二层          | -    | 地面交通中心、国内到达                                                                                |
| 地面              | -    | 国际到达、深圳机场汽车站                                                                              |
| 地下一层          | 站厅 | 售票机、过检安检机                                                                                    |
| 地下二层          | 月台 | \| \| \| 11號線往碧头（机场北） \| \| 島式 · 開左邊车门 \| \| \| \| \| \| 11號線往华强南（碧海湾） \| |
|                   |      | 11號線往碧头（机场北）                                                                                |
| 島式 · 開左邊车门 |      | |
|                   |      | 11號線往华强南（碧海湾）                                                                              |

## 运营时刻表
| 行驶方向 | 首班车                            | 末班车                            | 所属线路 | 高峰间隔 | 平峰间隔 |
| -------- | --------------------------------- | --------------------------------- | -------- | -------- | -------- |
| 福田     | 06:30                             | 工作日/休息日:00:01，節假日:00:27 | █11号线  | 10分钟   | 10分钟   |
| 碧头     | 工作日/休息日:06:48，节假日:06:49 | 工作日/休息日:00:04，节假日:00:36 | █11号线  | 10分钟   | 10分钟   |

## 出口
| 出口编号                                                | 主出口图片 | 垂直电梯图片 | 指示                   | 建议前往的目的地                                        |
| ------------------------------------------------------- | ---------- | ------------ | ---------------------- | ------------------------------------------------------- |
| 出口 · A · 盲道标志 · 同层                              |            | 不適用       | 火车站                 | 穗深城际铁路深圳机场站                                  |
| 出口 · B · 盲道标志 · 升降机标志 · 同层 · 扶手电梯标志  |            |              | 地面交通中心           | - 深圳机场汽车站（二层） - 机场新航站楼公交总站（二层） |
| 出口 · C · 盲道标志 · 升降机标志 · 同层 · 扶手电梯标志  |            |              | 地面交通中心层（二层） | 机场新航站楼公交总站（二层）                            |
| 出口 · D · 盲道标志 · 扶手电梯标志                      |            | 不適用       | 未启用                 | 未启用                                                  |
| 出口 · E · 盲道标志 · 升降机标志 · 扶手电梯标志         |            |              | 未启用                 | 未启用                                                  |
| 出口 · 盲道标志 · 升降机标志 · 同层 · 扶手电梯标志      |            |              | 航站楼                 | - 出发层（4F） - 到达层（2F）                           |
| 註： 設有 \| 設有 \| 設有 \| 設有扶手電梯 \| 設有洗手間 |            |              |                        |                                                         |

## 車站设计及藝術牆
机场站艺术文化墙为《美丽新世界》（英語：Bridge the World），由27块图案拼接、用玻璃镶嵌而成，面积40平米，是一幅抽象的深圳鸟瞰图，蜿蜒的曲线代表桥和路，象征着深圳给人一种流畅、绚丽的感觉。该艺术墙历时一年创作，灵感来源于作者在沿着深圳湾大桥海湾行走时有感而发，艺术墙于2016年4月26日至2016年5月8日之间安装完成。
机场站也是11号线的主题站，该站设有“深铁与你共成长”视界馆，该馆以旧照片的形式替代文字，记录了深圳地铁的建设纪实以及市民们的感受。
机场站采用六边形蜂窝状天花吊板，与航站楼的多边形吊板设计相呼应，并将飞机跑道、机舱、机翼等元素融入车站空间中，美观大方。

## 周边設施
- 穗深城际铁路深圳機場站

## 图集
- 机场站站厅
- 11号线商务车厢候车区
- 《美丽新世界》文化墙及六边形天花吊板
- 机场站月台